# Руднєв Іван Семенович
Іван Семенович Руднєв (1917, с. Кличено Єфремовського повіту Тульської губернії, тепер Липецької області, Російська Федерація — 25 листопада 1975, місто Севастополь) — радянський військово-морський діяч, політпрацівник, член Військової ради — начальник Політуправління Чорноморського флоту, віцеадмірал. Депутат Верховної Ради УРСР 7—8-го скликань. Кандидат у члени ЦК КПУ в 1966 — листопаді 1975 року.

## Біографія
Народився в селянській родині. З 1937 року служив за комсомольським набором у Військово-морському флоті СРСР. Закінчив Військово-морське авіаційне училище, перебував на комсомольській роботі на флоті.
Член ВКП(б) з 1939 року.
Учасник німецько-радянської війни з червня 1941. У липні 1942 — червні 1943 року — інструктор з комсомольської роботи Політичного відділу Північного оборонного району Північного флоту на півостровах Середній та Рибачий Мурманської області. У 1943—1945 роках — старший інструктор з комсомольської роботи Політичного відділу Військово-повітряних сил Північного флоту.
Закінчив Військово-політичну академію імені Леніна.
Перебував на військово-політичній роботі: служив начальником політичного відділу військово-морського з'єднання, заступником начальника Політичного управління Червонопрапорного Чорноморського флоту.
З 1955 року — 1-й секретар Ленінського районного комітету КПУ міста Севастополя.
Потім повернувся на військову службу. До 1966 року — 1-й заступник начальника Політичного управління Червонопрапорного Балтійського флоту.
У лютому 1966 — травні 1975 року — член Військової ради — начальник Політичного управління Червонопрапорного Чорноморського флоту.
Помер після важкої і тривалої хвороби. Похований в місті Севастополі на цвинтарі Комунарів.

## Звання
- контрадмірал
- віцеадмірал

## Нагороди
- орден Жовтневої Революції
- орден Червоного Прапора
- орден Вітчизняної війни 2-го ст. (2.08.1945)
- три ордени Червоної Зірки (1943,)
- медалі
- Почесна грамота Президії Верховної Ради Української РСР (28.04.1967)